# Колебания
Колеба́ния — повторяющийся в той или иной степени во времени процесс изменения состояний системы около точки равновесия. Например, при колебаниях маятника повторяются все углы его отклонения относительно вертикали; при колебаниях в электрическом колебательном контуре повторяются величина и направление тока, текущего через катушку.
Колебания почти всегда связаны с превращением энергии из одной формы в другую и обратно.
Колебания различной физической природы имеют много общих закономерностей и тесно связаны c волнами. Поэтому исследованиями этих закономерностей занимается теория колебаний и волн. Принципиальное отличие волн в том, что их распространение сопровождается переносом энергии.

## Классификация
Выделение разных видов колебаний зависит от подчёркиваемых свойств систем с колебательными процессами (осцилляторов).

### По используемому математическому аппарату
- Линейные колебания
- Нелинейные колебания
- Релаксационные колебания

### По периодичности
- Периодические
- Квазипериодические
- Апериодические
- Антипериодические[A: 1]

Так, периодические колебания определены следующим образом: 
Периодическими функциями называются [...] такие функции {\displaystyle f(t)}, для которых можно указать некоторую величину {\displaystyle \tau }, так что
{\displaystyle f(t+\tau )=f(t)}
при любом значении аргумента {\displaystyle t}.Андронов и соавт.

### По физической природе
- Механические (звук, вибрация)
- Электромагнитные (свет, радиоволны, тепловые)
- Квантовый осциллятор
- Смешанного типа — комбинации вышеперечисленных

### По характеру взаимодействия с окружающей средой
- Вынужденные — колебания, протекающие в системе под влиянием внешнего периодического воздействия. Примеры: листья на деревьях, поднятие и опускание руки. При вынужденных колебаниях может возникнуть явление резонанса: резкое возрастание амплитуды колебаний при совпадении собственной частоты осциллятора и частоты внешнего воздействия.
- Свободные (или собственные) — это колебания, происходящие за счёт начального запаса энергии, после того, как система выведена из состояния равновесия (в реальных условиях свободные колебания всегда затухающие). Простейшими примерами свободных колебаний являются колебания груза, прикреплённого к пружине, или груза, подвешенного на нити.
- Автоколебания — колебания, при которых система имеет запас потенциальной энергии, расходующейся на совершение колебаний (пример такой системы — механические часы). Характерным отличием автоколебаний от вынужденных колебаний является то, что их амплитуда определяется свойствами самой системы, а не параметрами внешнего воздействия.
- Параметрические — колебания, возникающие при изменении какого-либо параметра колебательной системы в результате внешнего воздействия.

## Параметры
- Амплитуда — максимальное отклонение колеблющейся величины от положения равновесия, {\displaystyle A\,\!} (м)
- Период — время полного колебания, через который повторяются какие-либо показатели состояния системы (система совершает одно полное колебание), {\displaystyle T\,\!} (с)
- Частота — число колебаний в единицу времени, {\displaystyle f\,\!} (Гц, с−1).

Период колебаний {\displaystyle T\,\!} и частота {\displaystyle f\,\!} — обратные величины:
В круговых или циклических процессах вместо характеристики «частота» используется понятие круговая (циклическая) частота {\displaystyle \omega \,\!} (рад/с, Гц, с−1), показывающая число колебаний за {\displaystyle 2\pi } единиц времени:
- Смещение — отклонение тела от положения равновесия, {\displaystyle X\,\!} (м)
- Фаза колебаний — определяет смещение в любой момент времени, то есть определяет состояние колебательной системы.

## Краткая история
Гармонические колебания были известны с XVII века.
Термин «релаксационные колебания» был предложен в 1926 г. ван дер Полем. Обосновывалось введение такого термина лишь тем обстоятельством, что указанному исследователю казались все подобные колебания связанными с наличием «времени релаксации» — то есть с концептом, который на тот исторический момент развития науки представлялся наиболее понятным и широко распространённым. Ключевым свойством колебаний нового типа, описанных рядом перечисленных выше исследователей, было то, что они существенно отличались от линейных, — что проявляло себя в первую очередь как отклонение от известной формулы Томсона. Тщательное историческое исследование показало, что ван дер Поль в 1926 г. ещё не осознавал того обстоятельства, что открытое им физическое явление «релаксационные колебания» соответствует введённому Пуанкаре математическому понятию «предельный цикл», и понял он это лишь уже после вышедшей в 1929 г. публикации А. А. Андронова.
Иностранные исследователи признают тот факт, что среди советских учёных мировую известность приобрели ученики Л. И. Мандельштама, выпустившие в 1937 г. первую книгу, в которой были обобщены современные сведения о линейных и нелинейных колебаниях. Однако советские учёные «не приняли в употребление термин „релаксационные колебания“, предложенный ван дер Полем. Они предпочитали термин „разрывные движения“, используемый Блонделем, в частности потому, что предполагалось описывать этих колебаний в терминах медленных и быстрых режимов. Этот подход стал зрелым только в контексте теории сингулярных возмущений».

## Краткая характеристика основных типов колебательных систем

### Линейные колебания
Важным типом колебаний являются гармонические колебания — колебания, происходящие по закону синуса или косинуса.
Как установил в 1822 году Фурье, любое периодическое колебание может быть представлено как сумма гармонических колебаний путём разложения соответствующей функции в ряд Фурье. Среди слагаемых этой суммы существует гармоническое колебание с наименьшей частотой, которая называется основной частотой, а само это колебание — первой гармоникой или основным тоном, частоты же всех остальных слагаемых, гармонических колебаний, кратны основной частоте, и эти колебания называются высшими гармониками или обертонами — первым, вторым и т. д.

### Нелинейные релаксационные колебания
Указывается, что формулировка, представленная Ван дер Полем: «медленная эволюция, сопровождаемая внезапным прыжком» (в оригинале: «slow evolution followed by a sudden jump»), — недостаточна, чтобы избежать неоднозначной интерпретации, причём на это обстоятельство указывали ещё современники ван дер Поля.
Тем не менее, похожим образом релаксационные колебания определяются и в более поздних работах. Например, Е. Ф. Мищенко и соавт. определяют релаксационные колебания как такие «периодические движения» по замкнутой фазовой траектории, при которых «сравнительно медленные, плавные изменения фазового состояния чередуются с весьма быстрыми, скачкообразными». При этом далее указывается, что «сингулярно возмущённую систему, допускающую такое периодическое решение, называют релаксационной».
Рассматривались отдельно в классической коллективной монографии А. А. Андронова и соав. под названием «разрывные колебания», более принятому в советской математической школе.
Позже сложилась в теорию сингулярных возмущений (см. напр.).